# Mihai Bar
Mihai Bar (n. 8 iulie 1954) este un fost deputat român în legislatura 2000-2004, ales în județul Bihor pe listele partidului PSD. Mihai Bar a fost membru FSN din 1990. În legislatura 2000-2004, Mihai Bar a fost membru în grupurile parlamentare de prietenie cu Regatul Suediei și Republica Italiană. 

## Legături externe
- Mihai Bar Arhivat în 4 martie 2024, la Wayback Machine. la cdep.ro